# Каничи (Амурская область)
Ка́ничи — село в Мазановском районе Амурской области России. Входит в состав Дмитриевского сельсовета.

## География
Село Каничи стоит на левом берегу реки Бирма (левый приток Зеи), напротив села Кольцовка.
Расстояние до районного центра Мазановского района села Новокиевский Увал (через Дмитриевку, Бичуру, Сапроново, Христиновку и Юбилейное) — 48 км.
Расстояние до административного центра Дмитриевского сельсовета села Дмитриевка — 3 км (на запад).
От села Каничи на восток (вверх по левому берегу Бирмы) идёт дорога к сёлам Паутовка и Маргаритовка.

## Население
| 2002 | 2010 | 2012 | 2013 | 2014 | 2015 | 2016 |
| ---- | ---- | ---- | ---- | ---- | ---- | ---- |
| 66   | ↗71  | →71  | ↗72  | ↘65  | ↗66  | ↘65  |
| 2017 | 2018 |      |      |      |      |      |
| ↘58  | →58  |      |      |      |      |      |

## Улицы
В селе имеется одна улица — Центральная.